# Oliver Lake

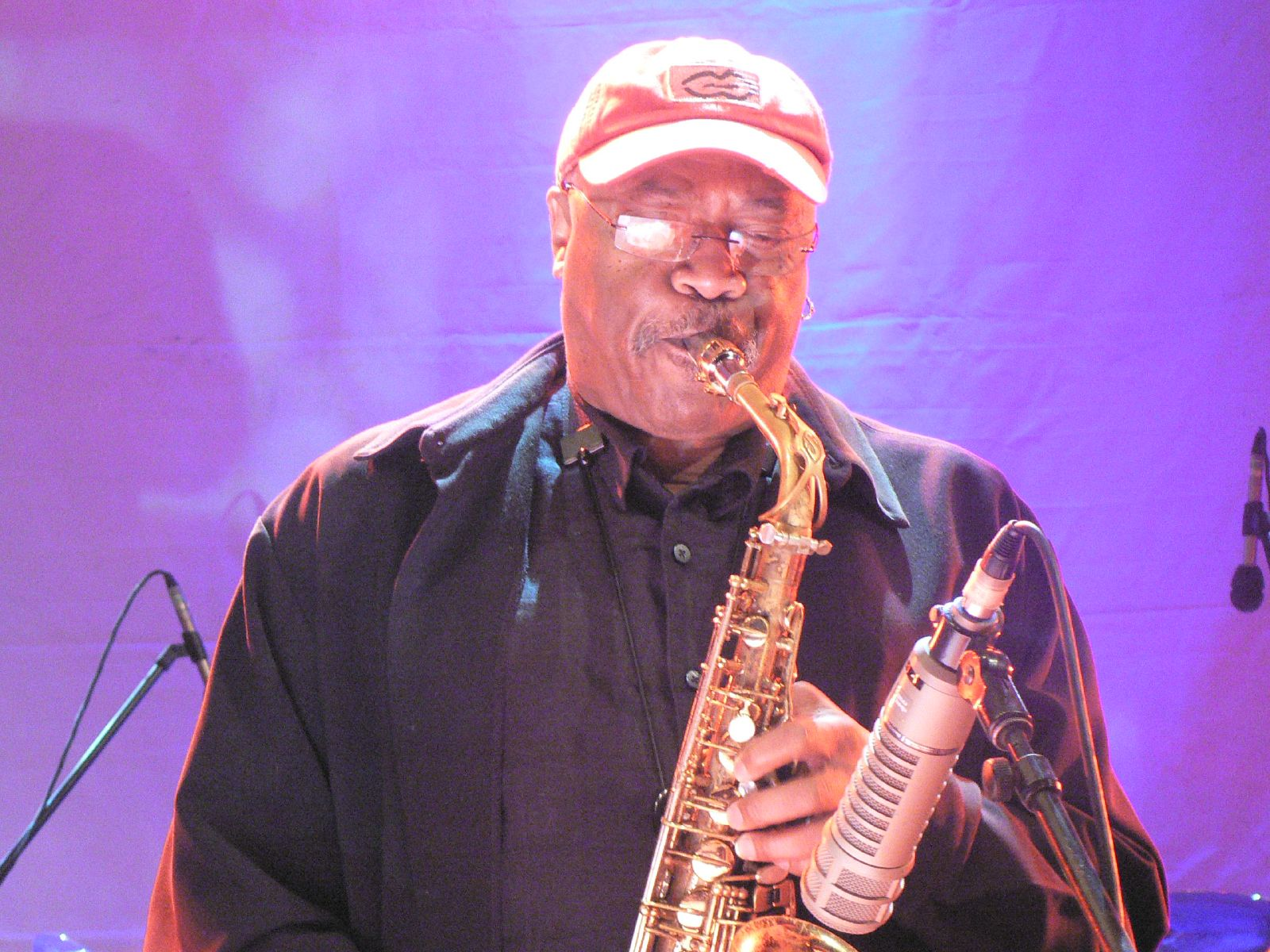
Oliver Lake (2007, Photo: Andy Newcombe)

Oliver Eugene Lake (* 14. September 1942 in Marianna/Arkansas) ist ein US-amerikanischer Jazz-Saxophonist und Komponist.

## Leben und Wirken
Lake wuchs in New Orleans auf und spielte zunächst Schlagzeug. Im Alter von achtzehn Jahren wechselte er zum Saxophon. 1968 schloss er ein Studium an der Lincoln University mit dem Grad eines Bachelors ab. Von Ende der 1960er Jahre bis Anfang der 1970er Jahre gehörte er, u. a. mit Julius Hemphill und Charles Bobo Shaw, der Black Artists Group von St. Louis an (For Peace and Liberty: In Paris Dec 1972, ed. 2024). Er wirkte auch an Baikida Carrolls Album Orange Fish Tears (1974) mit. Zwischen 1972 und 1974 lebte er in Paris. 1975 ging er nach New York City, wo er 1976 mit Julius Hemphill, Hamiet Bluiett und David Murray das World Saxophone Quartet gründete. Im selben jahr wirkte er bei den Wildflowers Loft-Sessions mit. Daneben arbeitete er mit Michael Gregory Jackson und gründete 1981 Jump Up, eine Jazz-Funk-Reggae-Band, mit der er Tourneen durch die USA, Europa und Afrika unternahm. 
1987 wirkte Lake als Gastmusiker an dem Album The Art of the Saxophone von Bennie Wallace mit. In den 1990er Jahren nahm er ein Album mit dem klassischen Pianisten Donal Fox auf und arbeitete mit dem Pianisten Borah Bergman. Daneben trat er auch mit der Sängerin Björk, dem Rockmusiker Lou Reed, der Jazzsängerin Abbey Lincoln, dem String Trio of New York, der Rap-Gruppe A Tribe Called Quest und Meshell Ndegeocello auf. Auf seinem Album Movement, Turns & Switches (1997) arbeitete er mit Streichern. Mit ihr war er auf Tour und spielte auf dem Grammy-nominierten "The Spirit Music Jamia: Dance of the Infidel" (2005). Mit William Parker nahm er das Duoalbum To Roy (Intakt, 2015) auf. Zu hören war er auch auf Dennis González’ Album Idle Wild (2005) und auf Tarbabys Dance of the Evil Toys (Clean Feed, 2022); mit Tarbaby arbeitete er häufiger zusammen.
Lake komponierte auch, u. a. im Auftrag des Brooklyn Philharmonic Orchestra und des Arditti String Quartet, moderne klassische Musik. Seine Werke wurden vom Wheeling Symphony Orchestra, den San Francisco Contemporary Players, dem New York New Music Ensemble und dem Pulse Percussion Ensemble of New York aufgeführt. 2014 erhielt Lake den mit $ 275.000 dotierten Doris Duke Artist Award. Mit dem OGJB Quartet (mit Graham Haynes, Joe Fonda, Barry Altschul) legte er das Album Ode to O (2022) vor.
Mitte der 1990er Jahre schrieb Lake das Solo-Theaterstück Matador Of 1st & 1st, das er 1996 unter Oz Scott aufführte. Daneben betätigt er sich seit seiner Jugend auch als Maler. Er ist auch Teil des Projektes Black Lives – from Generation to Generation. Der Schlagzeuger Gene Lake ist sein Sohn.

## Lexikalischer Eintrag
- Martin Kunzler: Jazz-Lexikon. Band 1: A–L (= rororo-Sachbuch. Bd. 16512). 2. Auflage. Rowohlt, Reinbek bei Hamburg 2004, ISBN 3-499-16512-0.